# Dési Bouterse
Desiré Delano "Dési" Bouterse (Domburg, 13. listopada 1945. – Prirodni rezervat Copi, 23. prosinca 2024.) bio je surinamski političar i član Nacionalne demokratske stranke. Od 2010. do 2020. godine služio kao predsjednik Surinama. Od 1980. do 1987. bio je de facto vođa Surinama u vrijeme kada zemlja bila pod vojnom vlašću.
Dana 19. srpnja 2010., Bouterse je izabran za predsjednika Surinamu s 36 od 50 glasova u parlamentu te je 12. kolovoza 2010. stupio na vlast. Bouterse je vjerojatno najkontroverznija osoba u Surinamu. Odgovoran je za brojna kršenja ljudskih prava počinjenih pod njegovom diktaturom, poput ubojstava 15 osoba u prosinca 1982. godine i pokolj u Moiwani.
U Nizozemskoj je 2000. godine osuđen na 11 godina zatvora zbog toga što je proglašen krivim za krijumčarenje 474 kilograma kokaina. Bouterse je uvijek negirao krivnju i rekao da je osuđen samo zato što je glavnog svjedoka optužbe, Patricka van Loona, podmitila nizozemska vlada. Prema tvrdnjama objavljenima u Wikileaksu 2011. godine Bouterse je bio aktivan u trgovini drogom do 2006. godine. Europol je izdao tjeralicu za njim, ali je kao predsjednik Surinama uživao imunitet.

## Biografija
Bouterse je rođen u Domburgu koji se nalazi se u okrugu Wanica. Roditelji su mu bili mješovitoga etničkog porijekla. Njegova baka po ocu bila je Indijanka, a djed nizozemski Kreol. Bouterseova majka bila je kreolskog i kineskog podrijetla. 
Kao mladić preselio se iz Domburga u Paramaribo, gdje je stanovao kod tetke. Pohađao je internat, a kasnije srednju školu koju nije uspio završiti. Godine 1968. preselio se u Nizozemsku, gdje je bio mobiliziran u Oružane snage Nizozemske (Nederlandse Krijgsmacht). Nakon odsluženja vojnog roka ostao je u vojsci.
Godine 1970. Bouterse se oženio Ingridom Figueirom s kojom ima dvoje djece, Peggy i Dina. 
Ubrzo nakon vjenčanja, Bouterse je dobio poziv za služenje u nizozemskoj vojnoj bazi Seedorf u Njemačkoj.
Dana 11. studenog 1975. vratio se sa svojom obitelji u Surinam, jer je želio pomoći u izgradnji Surinamske vojske. Stigao je dva tjedna prije nego što je zemlja dobila neovisnost od Nizozemske. Godine 1979. prihvatio je zahtjev Roya Horba da postane predsjednik novog Surinamskog vojnog sindikata.
Godine 1990. stupio je u drugi brak, s Ingridom Waldring. U tom je braku rođen Jen-ai.